# Stawy (Obuchiw)
Stawy (ukrainisch Стави; russisch Ставы, polnisch Stawy) ist ein Dorf in der ukrainischen Oblast Kiew mit etwa 1200 Einwohnern (2022).

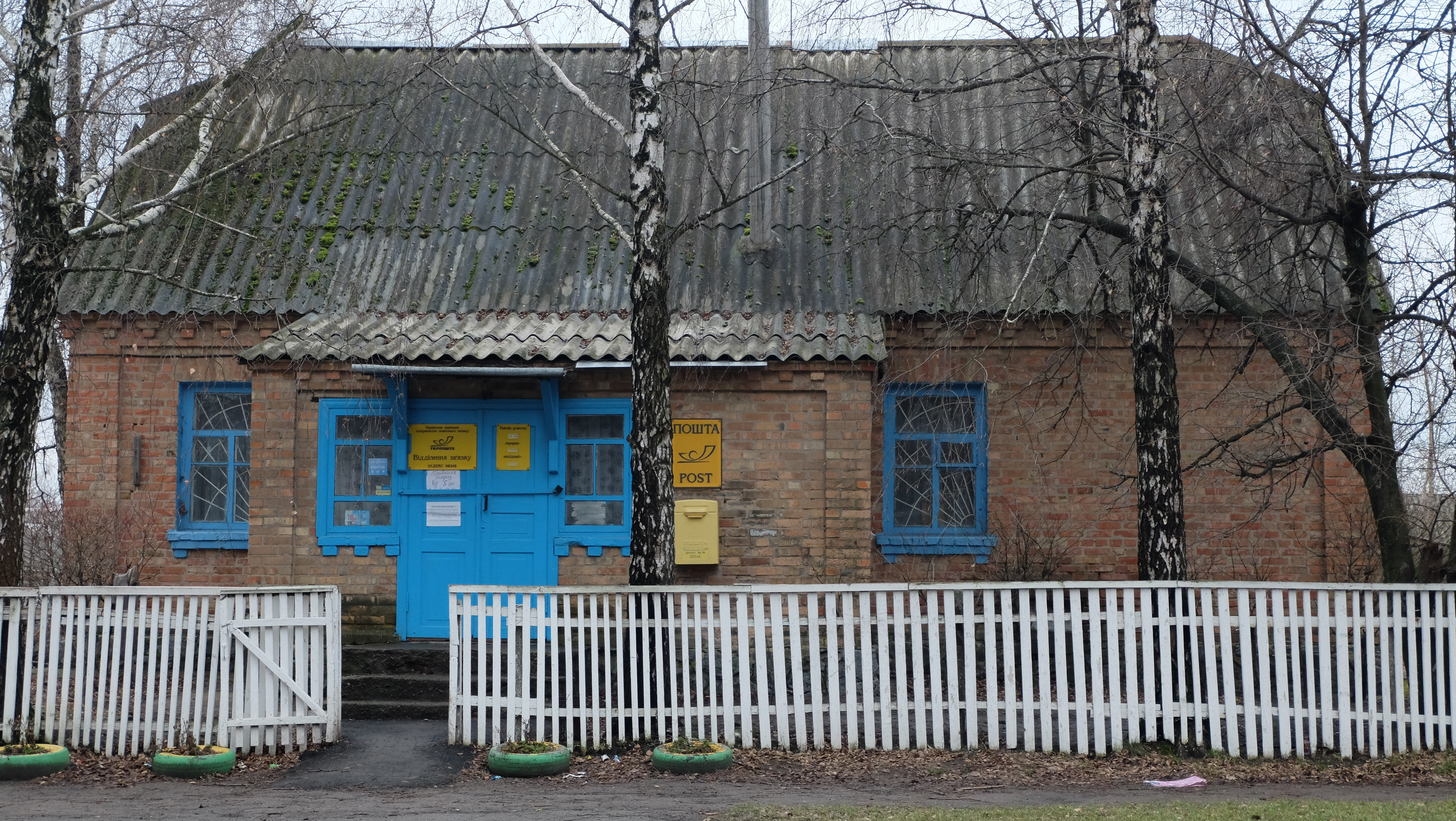
Postgebäude in Stawy

Das Dorf liegt auf einer Höhe von 160 m am Ufer der Horochuwatka (Горохуватка), einem 53 km langen, linken Nebenfluss des Ros, 12 km westlich vom ehemaligen Rajonzentrum Kaharlyk und 78 km südlich vom Oblastzentrum Kiew. Durch die Ortschaft verläuft die Fernstraße N 02 (Regionalstraße P–32).
Am 12. Juni 2020 wurde das Dorf ein Teil der neugegründeten Stadtgemeinde Kaharlyk, bis dahin bildete es die gleichnamige Landratsgemeinde Stawy (Ставівська сільська рада/Stawiwska silska rada) im Westen des Rajons Kaharlyk.
Am 17. Juli 2020 kam es im Zuge einer großen Rajonsreform zum Anschluss des Rajonsgebietes an den Rajon Obuchiw.

## Geschichte
Das 1550 gegründete Dorf (eine weitere Quelle nennt die Mitte des 17. Jahrhunderts als Gründungsdatum) hatte 1790, zusammen mit dem benachbarten Dorf Bendjuhiwka (Бендюгівка), 84 Häuser mit insgesamt 1088 Bewohnern. Nach der zweiten polnischen Teilung 1793 kam das Dorf mit der restlichen rechtsufrigen Ukraine an das Russische Kaiserreich und wurde dem Ujesd Kiew des Gouvernement Kiew angegliedert. 1866 wurde Stawy das administrative Zentrum der Wolost Stawy im Süden des Ujesd Kiew. Anfang des 20. Jahrhunderts gab es im Dorf 355 Häuser mit insgesamt 2125 Einwohnern. Während des Deutsch-Sowjetischen Kriegs war die Ortschaft vom 29. Juli 1941 bis zum 6. Januar 1944 von der Wehrmacht besetzt.